# Erdős Éva
Erdős Éva (Budapest, 1964. július 28. –) olimpiai bronz- és világbajnoki ezüstérmes magyar kézilabdázó.

## Pályafutása
A Budapesti Spartacus színeiben kezdett el sportolni, ahol eleinte úszással, asztalitenisszel és atlétikával próbálkozott, később döntött a kézilabdázás mellett. Pályafutása során játszott még a Vasasban is, mellyel többszörös magyar bajnok lett, kétszer is EHF Bajnokok Ligája-döntőt játszhatott. 1985-ben mutatkozott be a magyar válogatottban egy Ausztria elleni mérkőzésen. 1985 és 1997 között 277-szer szerepelt a válogatottban, mellyel ő minden idők második legtöbbet válogatott magyar női kézilabdázója Gódorné Nagy Mariann mögött.

## Magánélete
Férje Pindák László, magyar válogatott jégkorongozó. 2001-ben született meg lányuk, Bernadett aki szintén kézilabdázó és Attila aki futballozik.

## Sikerei

### Klubcsapatban
- EHF Bajnokok Ligája: 2-szeres döntős: 1993, 1994
- Magyar bajnokság: 5-szörös győztes

### Válogatottban
- Olimpia:
  - bronzérmes: 1996
- Kézilabda-világbajnokság:
  - ezüstérmes: 1995